# Dornelas (Boticas)
Dornelas is een plaats (freguesia) in de Portugese gemeente Boticas en telt 413 inwoners (2001).